# HD 45588
HD 45588，又名CD-25 3237，SAO 171774、HR 2349，是一颗恒星，视星等为6.07，位于銀經234，銀緯-16.46，其B1900.0坐标为赤經6h 23m 9.5s，赤緯-25° -16.46′ 22″。